# КК Стразбур ИГ
КК Стразбур ИГ (фр. Strasbourg IG; Strasbourg Illkirch-Graffenstaden) француски је кошаркашки клуб из Стразбура. У сезони 2022/23. такмичи се у Про А лиги Француске и у ФИБА Лиги шампиона.

## Историја
Клуб је основан 1929. године. За сада једину титулу првака Про А лиге Француске освојио је у сезони 2004/05, а пет пута је био и њен вицепрвак. По два пута је освајао Куп Француске и Куп лидера, а једном Суперкуп Француске.
Учесник Евролиге био је у сезонама 2005/06, 2013/14. и 2015/16, али је сва три пута такмичење завршио већ у првој групној фази. У Еврокупу највиши домет било је финале (сез. 2015/16), а у Еврочеленџу осмина финала (сез. 2004/05).

## Успеси
| Такмичење                 | Такмичење                | Број                     | Година                        |                          |                          |
| Национално првенство — 1  | Национално првенство — 1 | Национално првенство — 1 | Национално првенство — 1      | Национално првенство — 1 | Национално првенство — 1 |
| ------------------------- | ------------------------ | ------------------------ | ----------------------------- | ------------------------ | ------------------------ |
| Про А лига Француске      | Првак                    | 1                        | 2005.                         |                          |                          |
| Про А лига Француске      | Вицепрвак                | 5                        | 2013, 2014, 2015, 2016, 2017. |                          |                          |
| Национални купови — 4     |                          |                          |                               |                          |                          |
| Куп Француске             | Победник                 | 2                        | 2015, 2018.                   |                          |                          |
| Куп Француске             | Финалиста                | 3                        | 1999, 2022, 2024.             |                          |                          |
| Куп лидера                | Победник                 | 2                        | 2015, 2019.                   |                          |                          |
| Куп лидера                | Финалиста                | 1                        | 2013.                         |                          |                          |
| Национални суперкуп — 1   |                          |                          |                               |                          |                          |
| Суперкуп Француске        | Победник                 | 1                        | 2015.                         |                          |                          |
| Суперкуп Француске        | Финалиста                | 1                        | 2005.                         |                          |                          |
| Међународна такмичења — 0 |                          |                          |                               |                          |                          |
| Еврокуп                   | Победник                 | —                        | —                             |                          |                          |
| Еврокуп                   | Финалиста                | 1                        | 2016.                         |                          |                          |

## Учинак у претходним сезонама
| Сез.     | Првенство Француске | Куп Француске      | Куп лидера   | Европско такмичење                    |
| -------- | ------------------- | ------------------ | ------------ | ------------------------------------- |
| 2006/07. | Четвртфинале ПО     | Осмина финала      | Четвртфинале | УЛЕБ куп — Четвртфинале               |
| 2007/08. | 12. место           | Осмина финала      | —            | УЛЕБ куп — Топ 54                     |
| 2008/09. | Четвртфинале ПО     | Полуфинале         | Четвртфинале | —                                     |
| 2009/10. | 14. место           | Осмина финала      | —            | Еврочеленџ - Топ 32                   |
| 2010/11. | 11. место           | Шеснаестина финала | —            | —                                     |
| 2011/12. | 10. место           | Осмина финала      | —            | —                                     |
| 2012/13. | Вицепрвак           | Четвртфинале       | Финалиста    | —                                     |
| 2013/14. | Вицепрвак           | Шеснаестина финала | Полуфинале   | Евролига — Топ 24 Еврокуп — Топ 32    |
| 2014/15. | Вицепрвак           | Победник           | Победник     | Еврокуп — Топ 32                      |
| 2015/16. | Вицепрвак           | Шеснаестина финала | Полуфинале   | Евролига — Топ 24 Еврокуп — Финалиста |
| 2016/17. | Вицепрвак           | Шеснаестина финала | Четвртфинале | ФИБА Лига шампиона — Прва рунда ПО    |
| 2017/18. | Полуфинале ПО       | Победник           | Четвртфинале | ФИБА Лига шампиона — Четвртфинале     |
| 2018/19. | Четвртфинале ПО     | Осмина финала      | Победник     | ФИБА Лига шампиона — Групна фаза      |
| 2019/20. | прекинуто           | прекинуто          | Четвртфинале | ФИБА Лига шампиона — Групна фаза      |
| 2020/21. | Полуфинале ПО       | Четвртфинале       | није игран   | ФИБА Лига шампиона — Прва групна фаза |
| 2021/22. | Четвртфинале ПО     | Финалиста          | није игран   | ФИБА Лига шампиона — 4. место         |
| 2022/23. | —                   | —                  | —            | ФИБА Лига шампиона — Четвртфинале     |

## Познатији играчи
- Алекси Аженса
- Дејвид Андерсен
- Родриг Бобуа
- Златко Болић
- Владимир Голубовић
- Корнел Давид
- Антоан Дио
- Тадија Драгићевић
- Чак Ејдсон
- Томас Ертел
- Микаел Желабал
- Омар Кук
- Костја Мушиди
- Дејвид Сајмон
- Еј Џеј Слотер
- Бутси Торнтон
- Ромео Травис
- Али Траоре

## Познатији тренери
- Венсан Коле